# 라이프치히 음악연극대학교
라이프치히 콘서바토리 또는 라이프치히 펠릭스 멘델스존 바르톨디 예술 대학(독일어: Hochschule für Musik und Theater "Felix Mendelssohn Bartholdy" Leipzig, 영어: University of Music and Theatre Leipzig)은 독일 작센주의 라이프치히에 위치한 대학이다. 펠릭스 멘델스존이 1843년에 음악원(콘서바토리)으로 설립한 이 학교는 독일의 음악 대학 중 가장 역사가 길다.
이 학교에는 1919년 카를 슈트라우베(Karl Straube)에 설립된 유서 깊은 교회음악과가 포함되어 있다. 음악 학교는 그 설립자의 이름을 본따 1972년 "펠릭스 멘델스존 바르톨디"로 이름이 바뀌었고, 1992년, 독일에서 가장 오래된 연극 학교인 한스 오토 연극 학교를 흡수해 지금의 모습을 갖추게 되었다.